# Eufònia violàcia
L'eufònia violàcia (Euphonia violacea) és un ocell de la família dels fringíl·lids (Fringillidae).

## Hàbitat i distribució
Habita boscos, manglars, vegetació secundària i sabanes de les terres baixes de Sud-amèrica, des de l'est de Veneçuela, Trinitat, Tobago i Guaiana, cap al sud, a través de l'Amazònia, l'est i sud-est del Brasil fins l'est de Paraguai i nord-est de l'Argentina.